# René-Joseph de Tournemine
René-Joseph Tournemine (Rennes (Bretanya), 26 d'abril, 1661 - París, 16 de maig, 1739), va ser un jesuïta i crític literari francès.

## Biografia
Les memòries de Trévoux.
Un cop acabats els seus estudis, als dinou anys va abraçar la regla de Sant Ignasi i va professar successivament les humanitats, la filosofia i la teologia. En l'exercici de les diverses funcions de les quals era responsable, va adquirir una gran varietat de coneixements en història antiga i moderna, cronologia, geografia, numismàtica, moral, literatura, etc.
Va ser cridat, a finals de 1701, a París, per fer-se càrrec de les Mémoires de Trévoux i el va enriquir amb una multitud d'anàlisis i dissertacions que aviat el van donar a conèixer arreu d'Europa. Crític d'una imparcialitat rara, no va amagar els errors ni els errors, ni tan sols als seus col·legues, de la mateixa manera que va fer justícia total als escriptors els principis o opinions dels quals no compartia cap dels dos. Així, va combatre les idees sistemàtiques dels pares Jean Hardouin i Panel, però va declarar que la Merope de Voltaire li semblava igualar totes les obres mestres de l'antiguitat.
Malgrat les seves ja nombroses ocupacions, el pare Tournemine va mantenir una activa correspondència amb els estudiosos més distingits; era el protector de tots aquells que mostraven predisposició per les lletres, i feia el seu deure de donar consells als joves escriptors.
Segons Voltaire, era conegut entre els jesuïtes, per aquests dos versos: “És el nostre pare Tournemine Qui es creu tot el que imagina." Montesquieu, en el primer viatge que va fer a París, va freqüentar l'Hôtel de Soubise, però, constatant que el pare Tournemine hi volia dominar, i obligar tothom a sotmetre's a les seves opinions, es va retirar a poc a poc, sense amagar la raó. Des de llavors, Tournemine va començar a assetjar-lo en la ment del cardenal de Fleury, sobre el tema de les cartes perses. Per venjar-se, Montesquieu no va fer mai més que preguntar als qui li van parlar: "Qui és el pare Tournemine?" No n'he sentit mai a parlar", cosa que va despertar molt més la fama d'aquest jesuïta.

## Font
- Joseph-François Michaud i Louis-Gabriel Michaud, Biografia universal, antiga i moderna, t. 46, París, Michaud Frères, 1826, pàg. 369-70.